# Brigitte Foster-Hylton
Brigitte Foster-Hylton (ur. 7 listopada 1974 w Saint Elizabeth) – jamajska lekkoatletka specjalizująca się w biegach przez płotki.
Czterokrotna uczestniczka igrzysk olimpijskich - Sydney 2000, Ateny 2004, Pekin 2008 oraz Londyn 2012. Podczas swojej kariery trzy razy stawała na podium mistrzostw świata. Rekord życiowy w biegu na 100 m przez płotki: 12,45 (24 maja 2003, Eugene).
Po igrzyskach olimpijskich w Londynie ogłosiła zakończenie sportowej kariery.

## Osiągnięcia
| Rok  | Impreza                                  | Miejsce       | Lokata                | Wynik |
| ---- | ---------------------------------------- | ------------- | --------------------- | ----- |
| 1999 | Mistrzostwa Ameryki Środkowej i Karaibów | Bridgetown    | 2. miejsce            | 13,49 |
| 2000 | Igrzyska olimpijskie                     | Sydney        | 8. miejsce            | 13,49 |
| 2001 | Mistrzostwa świata                       | Edmonton      | półfinał - 5. miejsce | 12.78 |
| 2002 | Igrzyska wspólnoty narodów               | Manchester    | el. - 2. miejsce      | 12,98 |
| 2002 | Finał Grand Prix IAAF                    | Paryż         | 2. miejsce            | 12,62 |
| 2002 | Puchar świata                            | Madryt        | 2. miejsce            | 12,82 |
| 2003 | Mistrzostwa świata                       | Paryż         | 2. miejsce            | 12,57 |
| 2003 | Igrzyska panamerykańskie                 | Santo Domingo | 1. miejsce            | 12,67 |
| 2003 | Finał IAAF                               | Monako        | 8. miejsce            | 13,26 |
| 2004 | Igrzyska olimpijskie                     | Ateny         | el. - 1. miejsce      | 12,83 |
| 2005 | Mistrzostwa świata                       | Helsinki      | 3. miejsce            | 12,76 |
| 2005 | Światowy Finał IAAF                      | Monako        | 2. miejsce            | 12,55 |
| 2006 | Igrzyska wspólnoty narodów               | Melbourne     | 1. miejsce            | 12,76 |
| 2006 | Światowy Finał IAAF                      | Stuttgart     | 5. miejsce            | 12,66 |
| 2006 | Puchar świata                            | Ateny         | 1. miejsce            | 12,67 |
| 2008 | Igrzyska olimpijskie                     | Pekin         | 6. miejsce            | 12,66 |
| 2008 | Światowy Finał IAAF                      | Stuttgart     | 5. miejsce            | 12,76 |
| 2009 | Mistrzostwa świata                       | Berlin        | 1. miejsce            | 12,51 |
| 2009 | Światowy Finał IAAF                      | Saloniki      | 1. miejsce            | 12,58 |
| 2011 | Mistrzostwa świata                       | Taegu         | półfinał              | 12,87 |
| 2012 | Igrzyska olimpijskie                     | Londyn        | eliminacje            | 13,98 |